# Edward Stelder
Edward Jan-Willem Marie Cornelis Stelder (Venlo, 2 augustus 1967) is een Nederlands scenarioschrijver en acteur.

## Biografie
Stelder studeerde aan de Amsterdamse Toneelschool. Hij werd in Nederland bekend als een van drie vrienden die gedurende de reclamecampagne Voor Elkaar van Amstel Bier telkens samen terugkwamen (de andere twee waren Bart Oomen en Romijn Conen).
Vanaf 1999 is hij de vaste scenarist van de dramaserie Westenwind. Ook schreef hij meerdere afleveringen voor de ziekenhuisserie IC. Tussen 2001 en 2003 speelde Stelder een hoofdrol in de politieserie Dok 12. Ook speelde hij gastrollen in series als Toen was geluk heel gewoon, All Stars, Dunya & Desie, IC en De co-assistent.
In 2014 duikt Stelder weer op in een kleine rol in Smeris.
In 2005 bedacht en schreef Stelder de tv-serie Kicken! en schreef hij met zijn vrouw Anna Pauwels Bitches. In 2006 schreef hij met Ruud Schuurman het scenario van de speelfilm Ik omhels je met 1000 armen, naar de roman van Ronald Giphart. In 2010 schreef hij de vierdelige thrillerserie Bellicher; de Macht van meneer Miller, naar het boek van Charles den Tex.
In 2011 schreef hij twee afleveringen van het tweede seizoen van Van God Los, die in 2012 op tv komen. Samen met Pauwels schrijft hij afleveringen van de hit-sketches-serie FC Kip uit De Dino Show.
In 2013 werd Stelders originele speelfilmscenario Hemel op Aarde door Pieter Kuijpers verfilmd. Op 14 december 2013 kent de film in Stelders geboorteplaats Venlo haar wereldpremière.
Stelder werkte vanaf 2016 samen met Pauwels aan de opzet en scriptontwikkeling van de komische dramaserie Soof: een nieuw begin, gebaseerd op de karakters uit de speelfilms Soof en Soof 2. Voor de twee seizoenen schreven ze 8 afleveringen. 
In 2018 "won" Stelder samen met Simone van den Ende en productiehuis Steppingstone de NPO Pitch voor de Zomerserie 2020. Dit resulteerde in de twintig-delige serie Swanenburg die door vertraging vanwege COVID-19 pas in 2021 op televisie te zien was. 
In 2021 keerde Stelder, samen met Oomen en Conen, terug als de drie vrienden uit de Voor Elkaar-campagne van Amstel Bier in de commercial Vrienden van Amstel. 
De 4-delige dramaserie Bij heldere hemel, gebaseerd op de gebeurtenissen voorafgaan, tijdens en na de Vuurwerkramp van 2000 in Enschede, schreef Stelder samen met Philip Delmaar. De serie wordt in 2025 door de EO op NPO 1 uitgezonden. In het voorjaar van 2025 was Stelder te zien in de bioscoopfilm Ik zal zien, waarin Stelder de rol van een blinde man vertolkte. 
Momenteel schrijf Stelder aan diverse projecten, zowel voor film als TV. 

## Scenarioschrijver

### Film
- Dochters (2025)
- Kwestie van geduld (2022)
- Het Hart van Hadiah Tromp (2017)
- Hemel op Aarde (2013)
- Ik omhels je met 1000 armen (2006)

### Televisie
- Swanenburg (2020)
- Soof: een nieuw begin (2017)
- Zwarte Tulp  (2015)
- Bluf (2014)
- FC Kip (2012)
- Van God Los (2012)
- Moeder, Ik Wil Bij De Revue (2012)
- Bellicher; De Macht Van Meneer Miller (2011)
- Bitches (2005)
- Kicken! (2003)
- IC (2002-2004)
- Westenwind (1999-2002)

## Acteur

### Film
- Ik zal zien (2025)
- Alles is zoals het zou moeten zijn (2020)
- Pandora's La (2007)
- Morlang (2001)
- The Oath (1996)
- Pisvingers! (1995)
- En Route (1994)

### Televisie
- Smeris  (2014)
- De co-assistent (2008)
- Dunya & Desie (2004)
- IC (2002-2006)
- Dok 12 (2001-2003)
- All Stars (1999)
- In De Praktijk (1998)
- Goede tijden, slechte tijden (1997)
- Onderweg naar Morgen (1996)
- Toen Was Geluk Heel Gewoon (1995)
- De Weg Naar School (1993)
- 12 Steden 13 Ongelukken (1991)

### Reclamespotjes

#### Tv
- Amstel Bier (1997-2003)
- Bavaria (2004)
- BOB (2010)
- Amstel Bier - Vrienden van Amstel (2021)

#### Radio
Rennie, Van A naar Beter, Warsteiner, Hans Anders, AD, DigiD, Ohra, McDonald's e.v.a.

## Prijzen en nominaties

### Film
- Ik omhels je met 1000 armen
  - MovieSquad Jongeren Award (2006)
  - Gouden Kalf: bijrol actrice + sound design (2006)
  - Special mention Pune Filmfestival (2007)

### Televisie
- Westenwind
  - Winnaar Gouden Televizierring (2000)
  - Goiuden Televizierring-nominatie (1999)
- Bitches
  - Gouden Beeld-nominatie Beste Komedie (2005)

### Reclame
- Amstel Bier
  - Gouden Loeki (2003)
- Bavaria
  - Gouden Loeki-nominatie (2004)